# Maurice Pialat
Maurice Pialat (* 31. August 1925 in Cunlhat, Département Puy-de-Dôme, Frankreich; † 11. Januar 2003 in Paris) war ein französischer Filmregisseur, Drehbuchautor und Schauspieler.

## Leben

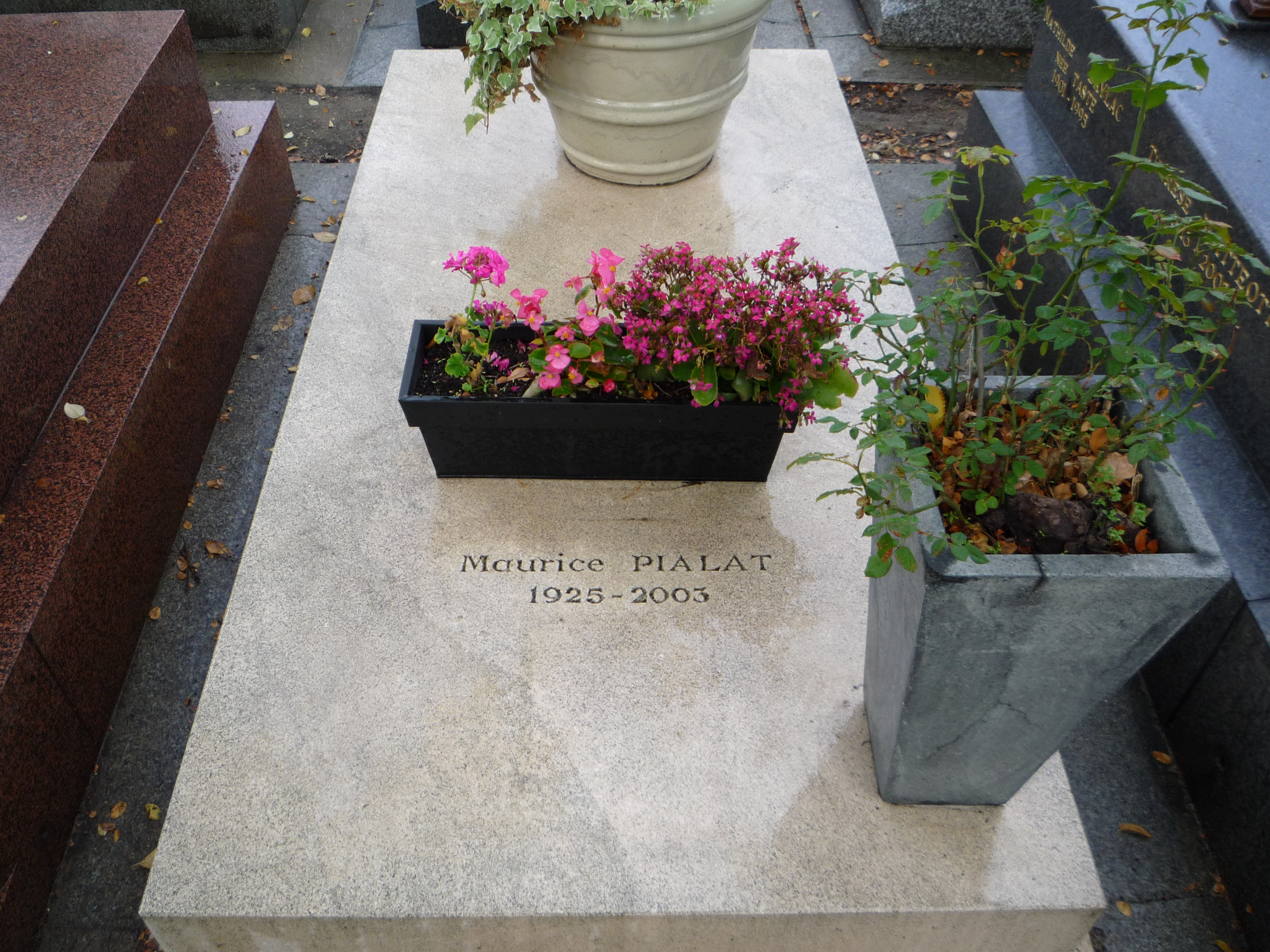
Grab von Maurice Pialat auf dem Friedhof Montparnasse

Der 1925 in der Auvergne geborene Maurice Pialat zog noch während der Kriegsjahre nach Paris und schrieb sich mit dem Berufswunsch Maler an der École nationale supérieure des arts décoratifs ein. Er gab dies Studium bereits 1945 wieder auf. In den 1950er Jahren kaufte er sich seine erste Filmkamera und drehte, u. a. in der Türkei, einige Amateurkurzfilme. Mit Unterstützung des Produzenten Pierre Braunberger konnte er 1960 seinen ersten professionellen Kurzfilm realisieren: L'amour existe. Schnell folgten zahlreiche weitere kurze Spiel- und vor allem Dokumentarfilme. 1968, inzwischen 43 Jahre alt, drehte Pialat seinen ersten langen Spielfilm, L'Enfance nue (Nackte Kindheit), der eine Einladung zu den Internationalen Filmfestspielen von Venedig erhielt und in Frankreich mit dem Jean-Vigo-Preis ausgezeichnet wurde. Im Zeitraum bis 1995 konnte Pialat neun weitere Spielfilme sowie die 7-teilige Fernsehserie La maison des bois (Das Haus im Wald) realisieren. Er hat dabei mit einigen der bekanntesten französischen Schauspieler dieser Zeit zusammengearbeitet, so u. a. mit Nathalie Baye, Isabelle Huppert und Jacques Dutronc sowie am häufigsten mit Sandrine Bonnaire, die er dreimal, und mit Gérard Depardieu, den er viermal in seinen Filmen eingesetzt hat. Für seinen Film Sous le soleil de Satan (Die Sonne Satans) erhielt er 1987 die Goldene Palme bei den Filmfestspielen von Cannes. Pialats größte Publikumserfolge – mit jeweils zwischen einer und zwei Millionen Kinozuschauern in Frankreich – waren Nous ne vieillirons pas ensemble, Police und Van Gogh.
Nach einer ersten Ehe, mit Micheline Pialat (geb. Reynier), und einer langjährigen Beziehung mit Arlette Langmann, der Schwester Claude Berris, war er von 1987 bis zu seinem Tod am 11. Januar 2003 mit der Filmproduzentin Sylvie Pialat verheiratet und hat mit ihr ein Kind.
Maurice Pialat starb im Alter von 77 Jahren in Paris. Er wurde auf dem Friedhof Montparnasse begraben.

## Filmografie

### Regisseur

#### Kurzfilme (Auswahl)
- 1960: L’amour existe
- 1962: Janine
- 1964: La corne d’or
- 1965: Pigalle
- 1965: Van Gogh
- 1965: Les Champs-Élysées
- 1966: De la mer jaillira la lumière
- 1966: Lugdunum
- 1966: La Camargue

#### Spielfilme
- 1968: Nackte Kindheit (L’enfance nue)
- 1972: Wir werden nicht zusammen alt (Nous ne vieillirons pas ensemble) – auch Drehbuch und Dialoge
- 1974: Die Qual vor dem Ende (La gueule ouverte) – auch Drehbuch
- 1978: Mach erst mal Abitur (Passe ton bac d’abord…) – auch Drehbuch
- 1980: Der Loulou (Loulou) – auch Drehbuch
- 1983: Auf das, was wir lieben (À nos amours) – auch Drehbuch, Schauspieler
- 1985: Der Bulle von Paris (Police) – auch Drehbuch
- 1987: Die Sonne Satans (Sous le soleil de Satan) – auch Drehbuch, Schauspieler
- 1991: Van Gogh – auch Drehbuch
- 1995: Mein Vater, das Kind (Le garçu) – auch Drehbuch

#### Fernsehserie
- 1971: Das Haus im Wald (La maison des bois) – auch Schauspieler

### Schauspieler
- 1957: Le jeu de la nuit – Regie: Daniel Costelle
- 1969: Das Biest muß sterben (Que la bête meure) – Regie: Claude Chabrol
- 1974: Meine kleinen Geliebten (Mes petites amoureuses) – Regie: Jean Eustache

## Auszeichnungen (Auswahl)
Prix Louis Lumière
- 1961: L’amour existe[6]

Jean-Vigo-Preis
- 1969: Nackte Kindheit (L’enfance nue) (in der Kategorie Langfilm)

Prix Louis Delluc
- 1983: Auf das, was wir lieben (À nos amours)

César
- 1984: Auf das, was wir lieben (À nos amours) (in der Kategorie Bester Film)

Internationale Filmfestspiele von Cannes
- 1987: Goldene Palme für Die Sonne Satans (Sous le soleil de Satan)